# Aristida psammophila
Aristida psammophila är en gräsart som beskrevs av Johannes Jan Theodoor Henrard. Aristida psammophila ingår i släktet Aristida och familjen gräs.
Artens utbredningsområde är Queensland. Inga underarter finns listade i Catalogue of Life.